# Antingen-eller
Antingen-eller, ett livsfragment, på danska Enten - Eller. Et Livs-Fragment udgivet af Victor Eremita, är en bok av den danske filosofen Søren Kierkegaard som gavs ut den 20 februari 1843 och blev den unge Kierkegaards genombrott, även om han gav ut den under pseudonymen Victor Eremita, "den som segrar i ensamheten". Boken räknas som Kierkegaards viktigaste verk och ingår i den danska kulturkanon som presenterades 2006.